# Pallegney
Pallegney là một xã trong vùng Grand Est, thuộc tỉnh Vosges, quận Épinal, tổng Châtel-sur-Moselle. Tọa độ địa lý của xã là 48° 17' vĩ độ bắc, 06° 26' kinh độ đông. Pallegney nằm trên độ cao trung bình là 325 mét trên mực nước biển, có điểm thấp nhất là 297 mét và điểm cao nhất là 350 mét. Xã có diện tích 5,93 km², dân số vào thời điểm 1999 là 164 người; mật độ dân số là 28 người/km².

## Thông tin nhân khẩu
| 1962 | 1968 | 1975 | 1982 | 1990 | 1999 |
| ---- | ---- | ---- | ---- | ---- | ---- |
| 130  | 132  | 105  | 158  | 171  | 164  |